# Kalista (mjesec)
Kalista je satelit Jupitera. Kruži oko Jupitera na udaljenosti od 1 883 000 km. Polumjer joj iznosi oko 2400 km, a masa 1.08 × 1023 kg. Kalista je, iza Ganimeda i Titana, treći prirodni satelit po veličini u Sunčevu sustavu.

## Fizička svojstva
Za razliku od susjednog Ganimeda, Kalista ima prilično jednoličnu unutrašnjost. Noviji podaci s Galilea daju naslutiti da je unutrašnjost Kaliste ipak djelomično diferencirana, te da se ispod 200 km debele ledene kore krije 10 km debeli ocean slane vode, ispod kojeg je ledeno-kamena jezgra.
Kalistina kora se vjerojatno zaledila odmah nakon nastanka, prije 4 i pol milijarde godina, nakon čega se na površini ovog satelita vjerojatno ništa značajno (osim udara manjih tijela) nije dogodilo.
Kalista je po svom sastavu 40% led i 60% kamen i metal. Njoj najsličnija tijela su Saturnov Titan i Neptunov Triton. Kalista ima najmanju gustoću (1.86 g/cm3) od svih galilejanskih satelita.
S obzirom na to da je među galilejanskim satelitima Kalista Jupiteru najdalji, plimne sile su na Kalisti najslabije.
Letjelica "Galileo" nije otkrila dokaze o postojanju magnetskog polja. Postoji vrlo rijetka atmosfera od ugljikovog dioksida.

### Reljef
Kalista ima najstariju površinu od svih do sada promatranih tijela u Sunčevu sustavu - procjenjuje se 4 milijarde godina staru. S obzirom na to, logično je da je njegova površina gusto prekrivena kraterima - najgušće u Sunčevu sustavu. Za razliku od ostalih galilejanskih satelita, na Kalisti nema tragova novije tektonske ili vulkanske aktivnosti.
Na Kalisti nisu pronađene nikakve veće planine, vjerojatno zbog površine od vodenog leda. Prevladavajuće reljefne karakteristike Kaliste su krateri i koncentrični prstenovi oko najvećih kratera.
Dva su velika udarna bazena sa sustavom koncentričnih prestenova: Valhalla i Asgard. Valhalla je najveći udarni bazen na Kalisti sa središnjim svijetlim područjem promjera 600 km i sustavom prstenova promjera do 4000 km, što ga čini jednom od najvećih udarnih struktura u Sunčevom sustavu. Udarni bazen Asgard ima sustav prstenova promjera 1700 km. Vrlo svijetli krater Burr, sjeverno do Asgarda, jedan je od okolnih kratera nastalih nakon Asgarda.
Slične strukture se mogu naći i na Mjesecu (Mare Orientale - Istočno More) i Merkuru (Caloris Basin - Ravnica Vrućine). Kao i na Ganimedu, krateri na Kalisti nemaju središnje uzvisine ni koncentrične prstenaste planine.
Detaljne slike "Galilea" pokazuju da neki nepoznati proces briše manje kratere. Smatra se da se radi o lavinama na rubovima kratera kakve je snimio "Galileo" i za koje se vjeruje da ih uzrokuju potresi nakon pada meteorita. O lavinama svjedoče i svijetli rubovi nekih kratera.
Iznenađujuća je duljina toka lavine koja je bez atmosfere ili nekog fluida proputovala velike udaljenosti, što upućuje na postojanje vrlo fine prašine na površini ili na postojanje elektrostatskih naboja koji omogućuju "lebdenje" prašine nad površinom.
Na Kalisti je, kao i na Ganimedu, moguće pronaći lance kratera - catene. Jedan od njih je 350 km dugačak lanac kratera Gomul Catena, na rubu bazena Valhalla - očigledno nastao padom asteroida ili kometa koji je prije toga bio rastrgan (vjerojatno Jupiterovim) plimnim silama. Krateri u lancu Gomul Katena su promjera do 25 km.
Lanac kratera Gipul Catena dugačak je 620 km, a čine ga krateri s promjerima do 40 km. Na Kalisti je ukupno pronađeno 12 ovakvih lanaca kratera, a slični su viđeni i na Ganimedu. Na Kalisti su pronađeni i rasjedi kakvi se nalaze i na Merkuru i Mjesecu.
Meteoritski materijal koji se s vremenom nakupio na ledenoj površini daje Kalisti njezinu karakterističnu smeđu boju. Noviji krateri su bijeli, pa se pretpostavlja da je smeđi materijal koji pokriva površinu Kaliste vrlo tanak. Snimanja u infracrvenom dijelu spektra pokazala su da noviji krateri imaju veći udio leda od ostatka površine.

## Povijest istraživanja
Galileo Galilej je, 1610. godine, prvi uperio teleskop prema Jupiteru te otkrio 4 Jupiterova satelita (Ija, Europa, Ganimed i Kalista), koji se po njemu zovu galilejski. To je bio dokaz Kopernikove heliocentrične teorije jer se dokazalo da se ne vrti sve oko Zemlje. Tri su letjelice poslale na Zemlju fotografije ovog satelita: Voyager 1, Voyager 2, te Galileo.

## Vanjske poveznice
- Astronomska sekcija Fizikalnog društva Split - Kalisto